# Sezima z Hořešovic
Sezima z Hořešovic, (1350 Hořešovice – 21. října 1419 Praha) byl český šlechtic, rytíř z rodu pánů z Hořešovic.

## Životopis
Sezima byl drobný šlechtic z obce Hořešovice (okres Kladno). V letech 1403–1419 byl vysokým úředníkem za vlády českého krále Václava IV. Od roku 1403 vykonával úřad písaře Desek dvorských Českého království. Od roku 1413 až do své smrti byl místosudím českého dvorského soudu. Ze starých zápisů je známo, že měl ve vlastnictví Jakoubkovský a Ojířovský dvůr ve vsi. S manželkou Barbarou měl dceru Kateřinu, která byla provdaná za Jindřicha ze Zvoleněvsi. Jako úředník bydlel na Starém městě pražském v domě u kostela Matky Boží před Týnem.
Jeho vyobrazení v úřední lavici pražské kanceláře patří k nejstarším kresbám českých úředníků.

## Erb
V erbu měl stříbrný pařez dubu se dvěma ratolestmi v červeném poli. Dva dubové listy z jeho erbu převzala po roce 1989 do svého znaku obec Hořešovice.